# Finanzrisikocontrolling

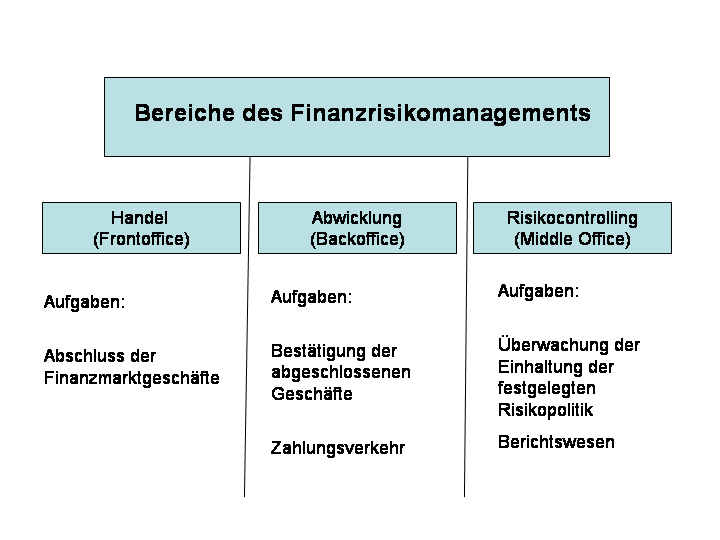
Übersicht über die Bereiche des Finanzrisikomanagements

Als Finanzrisikocontrolling, auch Risikocontrolling, bezeichnet man die Abteilung in Kreditinstituten und im Finanzmanagement von Unternehmen, die mit der Überwachung der festgelegten Risikopolitik sowie der entsprechenden Berichterstattung befasst ist.

## Abgrenzung Middle Office und Finanzrisikocontrolling
Der Begriff „Middle Office“ wird im deutschsprachigen Raum – parallel zu den Begriffen „Front Office“ und „Back Office“ – gelegentlich synonym zum Begriff Finanzrisikocontrolling verwendet. Seine Bedeutung ist aber nicht fest umrissen. Er kann aber auch Gruppen bezeichnen, die den Handel oder die Abwicklung bei deren Aufgaben unterstützen bzw. Teile deren Aufgaben wahrnehmen.